# Максимчук Борис Анатолійович
Бори́с Анато́лійович Максимчу́к (нар. 20 березня 1978, м. Вінниця) — український громадський діяч, юрист, психолог, педагог і спортивний тренер, доктор педагогічних наук, професор, академік, президент Академії науковців України. Засновник мережі спортивних клубів та спортивних магазинів «Максимус» у Вінниці. Заслужений тренер України, майстер спорту України, багаторазовий срібний та бронзовий призер світу з боротьби самбо та дзюдо. Меценат.

## Освіта
Після закінчення 9 класів ЗОШ № 5 міста Вінниці, з 1993 року по 1997 рік навчався у Вінницькому технічному коледжі за спеціальністю «Радіоапаратобудування» та отримав кваліфікацію радіотехніка.
З 1996 по 2001 рік навчався у Вінницькому державному педагогічному університеті за спеціальністю «Фізичне виховання та методика спортивно-масової роботи». Отримав диплом спеціаліста та кваліфікацію  вчителя фізичної культури, керівника спортивних секцій шкільних та позашкільних закладів. В 2002 році  закінчив магістратуру ВДПУ за спеціальністю «Педагогіка і методика середньої освіти. Фізична культура»  та одержав кваліфікацію магістра-дослідника фізичної культури.
З 2002 по 2003 рік навчався у Вінницькому обласному інституті післядипломної освіти педагогічних працівників, отримав кваліфікацію практичного психолога. 
З 2005 по 2007 рік навчався в аспірантурі ВДПУ. З 2006 по 2008 рік навчався у Тернопільському національному економічному університеті за спеціальністю «Правознавство». З 2010 року по 2013 навчався у докторантурі ВДПУ.

## Спортивна кар'єра
З 7-річного віку почав займатись спортом: чотири роки — стрибками у воду, з 11 років — боротьбою самбо та дзюдо.
У 2002 році став майстром спорту України з боротьби самбо, а у 2011 році — заслуженим тренером України. В 2013 році став бронзовим призером Чемпіонату Світу з дзюдо серед майстрів у місті Абу Дабі (ОАЕ) та бронзовим призером Чемпіонату Світу з боротьби самбо у місті Бургас (Болгарія), а в 2017 знову став бронзовим призером світу з боротьби самбо в місті Салоніки (Греція). В 2018 році здобув срібну медаль чемпіонату Світу з боротьби самбо у місті Касабланка (Марокко).
Тренує з 1998 року. У 2016 році Борис Максимчук очолював вінницьку обласну федерацію самбо і дзюдо.

## Педагогічна робота
Будучи студентом, з 2000 по 2005 рік працював тренером атлетичного залу ТОВ «Добродій», м. Вінниця, з 2001 по 2008 рік за сумісництвом — викладачем у Технологічно-промисловому коледжі Вінницького державного аграрного університету. З 2003 по 2004 рік працював викладачем Вінницького національного медичного університету. З 2003 року по серпень 2019 року працював доцентом Вінницького державного педагогічного університету. З 2009 року по 2011 рік — тренер-викладач з дзюдо ДЮСШ-5 м. Вінниці, а з 2011 року по 2016 рік працював у Вінницькій обласній спортивній школі «Спартак». Тренер-викладач вищої категорії з дзюдо. З 2019 року по вересень 2020 року працював професором кафедри педагогіки й менеджменту освіти Херсонської академії неперервної освіти за сумісництвом. З вересня 2019 року по серпень 2020 працював професором кафедри соціальної роботи, соціальної педагогіки та фізичної культури Ізмаїльського державного гуманітарного університету. З вересня 2020 року по теперішній час працює професором кафедри фізичного виховання, спорту та здоров’я людини ІДГУ.
У 2021 році керував секцією боротьби Вінницького національного технічного університету.

## Наукова діяльність
З 2005 по 2007 рік, навчаючись в аспірантурі ВДПУ, достроково захистив кандидатську дисертацію на тему «Підготовка майбутніх учителів початкових класів до організації спортивно-масової роботи» та отримав науковий ступінь кандидата педагогічних наук. Автор, співавтор більше 130 наукових та науково-методичних праць (більше 20 статей у журналах з індексом цитування у Скопус/ВоС), у тому числі трьох монографій та наукового посібника, рекомендованого МОН України.
З 2008 року — керівник аспірантів та здобувачів наукових ступенів (два заслужених майстри спорту, олімпійські призери та два майстра спорту України).
У березні 2012 року присвоєно вчене звання доцента (ВДПУ).
У червні 2017 року захистив докторську дисертацію на тему «Теоретичні та методичні основи формування валеологічної компетентності майбутніх учителів у процесі фізичного виховання» зі спеціальності 13.00.04 — теорія та методика професійної освіти, та отримав науковий ступінь доктора педагогічних наук.
З 2018 року академік Академії наук вищої освіти України.
У вересні 2020 року присвоєно вчене звання професора кафедри соціальної роботи, соціальної педагогіки та фізичної культури ІДГУ.
З 2021 року є засновником та президентом ГО «Академія науковців України».

## Комерційна діяльність
З 2004 року зареєстрований фізичною особою-підприємцем та займається підприємницькою діяльністю. Основний вид діяльності — спортивні та юридичні послуги, а також торгівля спортивними товарами. Є засновником спортивного клубу «Максимус» та власником однойменного спортивного магазину. У 2011 році отримав звання «Молода людина року» у номінації «Молодий підприємець року».
- 2005 — засновник спортивного клубу «Максимус»;
- 2006 — засновник спортивного магазину «Максимус»;
- 2007 — будівництво та продаж малоповерхових котеджів;
- 2011 — засновник та головний редактор обласної газети «МаксимусІнфо»;
- 2014 — засновник сайту «Європейська правда в Україні»[6].

## Громадсько-політична діяльність
Разом з відкриттям мережі спортивних клубів та магазинів «Максимус» Борис Максимчук заснував програму «Підтримка талановитої молоді». Завдячуючи цій програмі кожного року кращі учні та студенти вінницьких навчальних закладів за участь у різних виховних, інтелектуальних та спортивних заходах отримують близько 1000 безкоштовних місячних абонементів до спортивного клубу та подарункових сертифікатів до спортивного магазину «Максимус».
У 2005 році відстоював інтереси громади з приводу забудівлі набережної зони річки Південний Буг.
У 2010 році — член громадської ради Вінницької обласної ради, відстоював інтереси громади з приводу зміни призначення спортивних комплексів та стадіонів. Того ж року заснував програму «Захист вінничан». У 2011 році заснував громадську програму «Спортивна довідка».
У 2012 році на парламентських виборах до Верховної Ради України самовисувався кандидатом у народні депутати України по одномандатному виборчому окрузі № 12. Посів 3-є місце після П. Порошенка та В. Базелюка.
2013 — липень 2015 року — голова Вінницької обласної організації Європейської партії України.
2014—2015 роки — голова Політико-консультативної ради при Вінницькій ОДА..
На позачергових парламентських виборах 2014 року самовисувався кандидатом у народні депутати України по одномандатному виборчому окрузі № 11.
Після початку російсько-української війни Б. Максимчук оголосив, що 50 % прибутку мережі «Максимус» він буде передавати на потреби українських військовослужбовців.
На місцевих виборах 2015 року висувався на посаду вінницького міського голови від Радикальної партії Олега Ляшка. Під час виборчої кампанії Максимчук зазнав нападу від «тітушок», яких він пов'язує з чинним міським головою Сергієм Моргуновим.
У 2016 році організував протест вінничан проти реформи об'єднання шкіл.

## Нагороди та досягнення
- Майстер спорту України з боротьби самбо (2001)
- Спортивний клуб «Максимус» — номінація РІА як найкращий клуб (2010)
- Молода людина року в номінації «Молодий підприємець року» (2011)
- Заслужений тренер України (2011)
- Бронзовий призер Чемпіонату Світу з боротьби самбо серед майстрів (Бургас, Болгарія, 2013)[18]
- Бронзовий призер Чемпіонату Світу з дзюдо серед майстрів (Абу-Дабі, ОАЕ, 2013)
- Бронзовий призер Чемпіонату Світу з боротьби самбо (Салоніки, Греція, 2017)[19]
- Срібний призер Чемпіонату Світу з боротьби самбо (Касабланка, Марокко, 2018)[20]
- Золото з дзюдо та срібло з самбо на міжнародному турнірі (Берлін, Німеччина, 2019)[21]
- Дві золоті медалі на Відкритому чемпіонаті Румунії серед майстрів (Поляна-Брашов, Румунія, 2021)[22].

## Особисте життя
Одружений, виховує доньку та двох синів. Дружина — Максимчук Ірина Анатоліївна, викладач (кандидат педагогічних наук, доцент) та підприємець. Донька — Ангеліна, 2002 р.н., сини — Максим, 2005 р.н. та Макарій, 2015 р.н. Усі троє дітей народжені в домашніх умовах, за методикою водних пологів. Батько сам приймав пологи.
Прихильник здорового способу життя. Харчується переважно здоровою природною їжею, з напоїв віддає перевагу трав'яним чаям та фруктовим напоям.